# Wu Psung-Hui
Wu Psung-Hui es un deportista taiwanés que compitió en taekwondo. Ganó una medalla de bronce en el Campeonato Asiático de Taekwondo de 1984, en la categoría de –68 kg.

## Palmarés internacional
| Representando a China Taipéi |                    |                   |           |
| Campeonato Asiático          |                    |                   |           |
| Año                          | Lugar              | Medalla           | Categoría |
| 1984                         | Manila (Filipinas) | Medalla de bronce | –68 kg    |